# Biserica bolniță a mănăstirii Polovragi

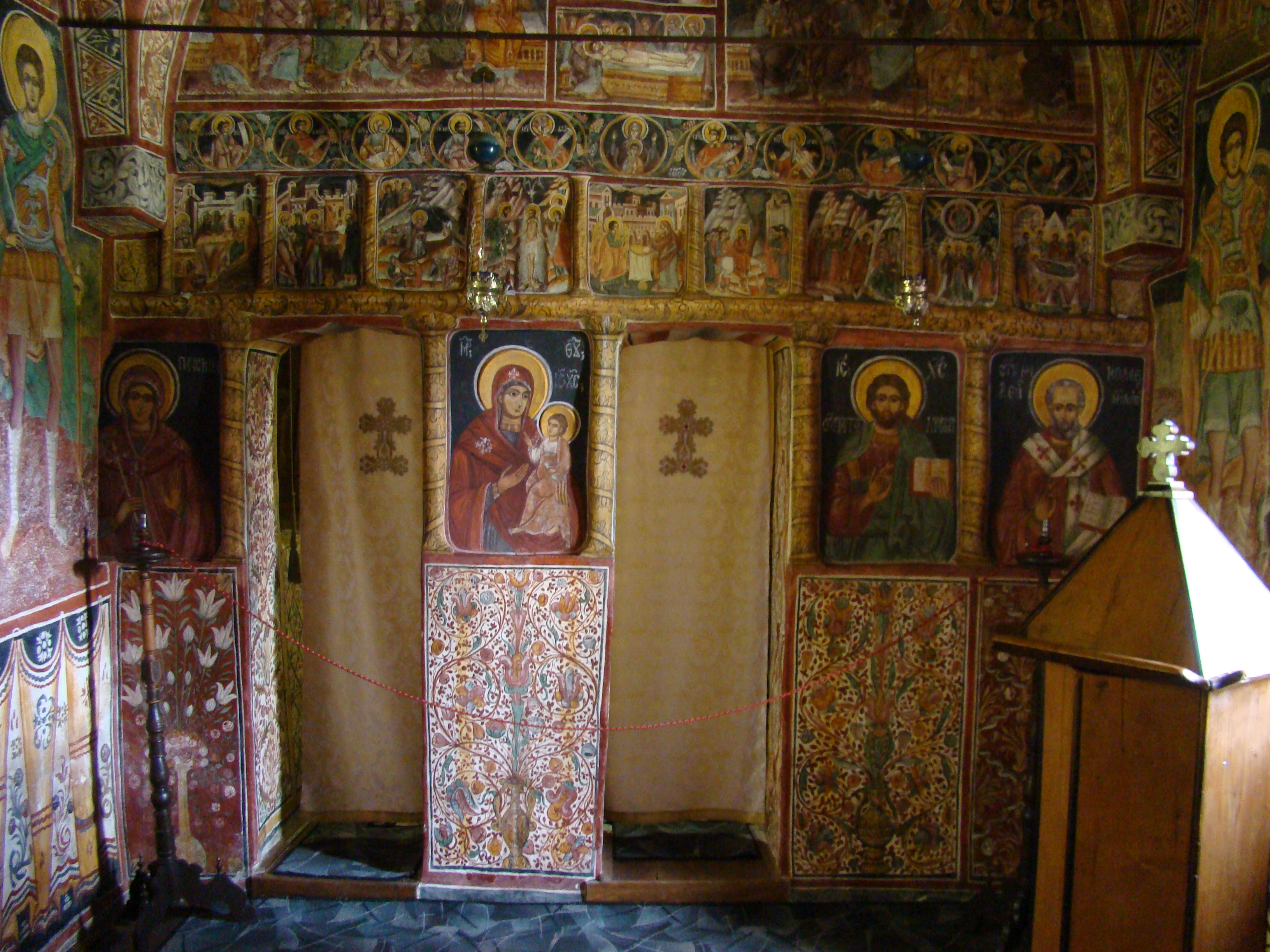
Iconostasul

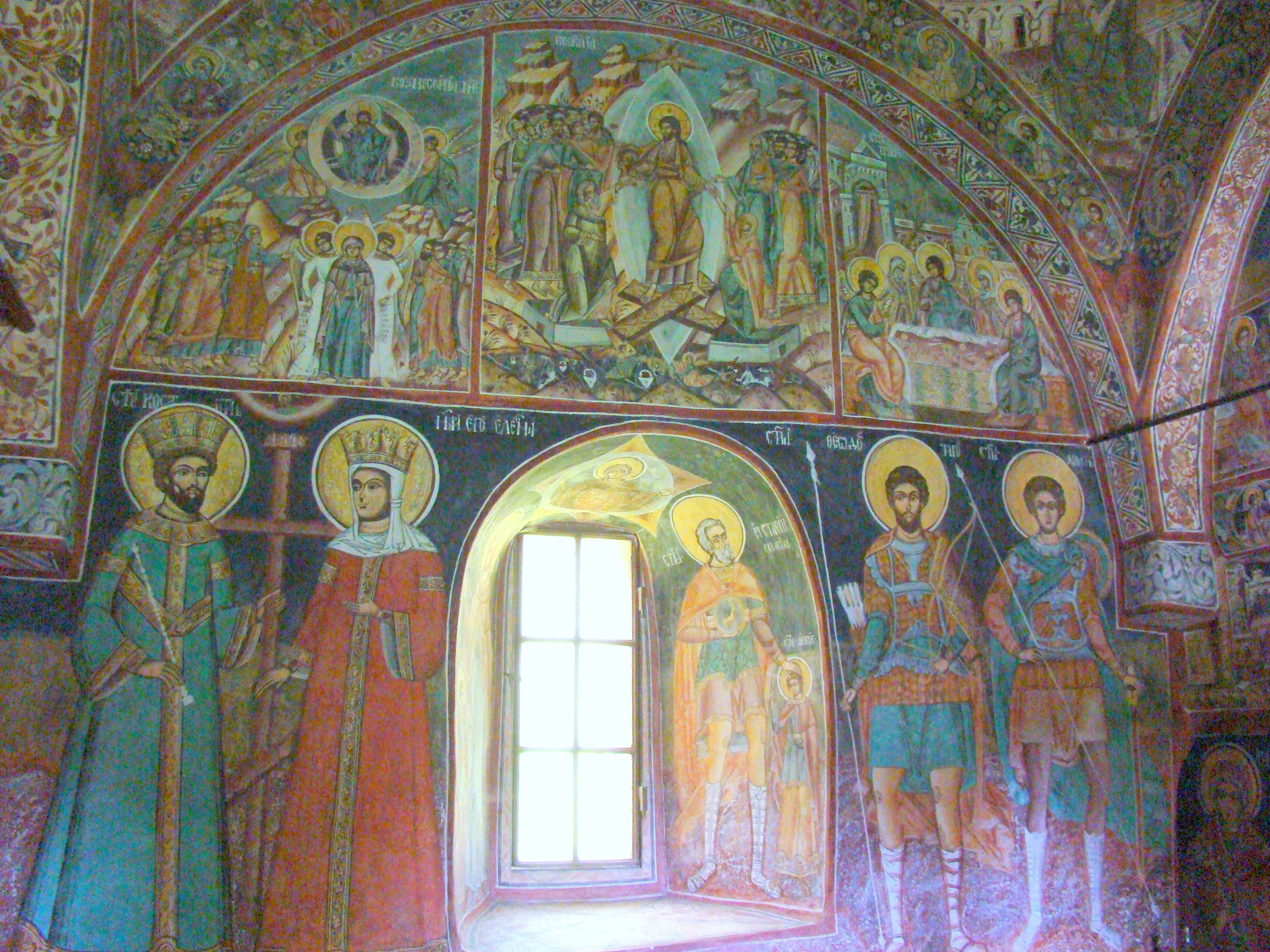
Pictura naosului: „Sfinții Împărați” și „Sfinții militari”

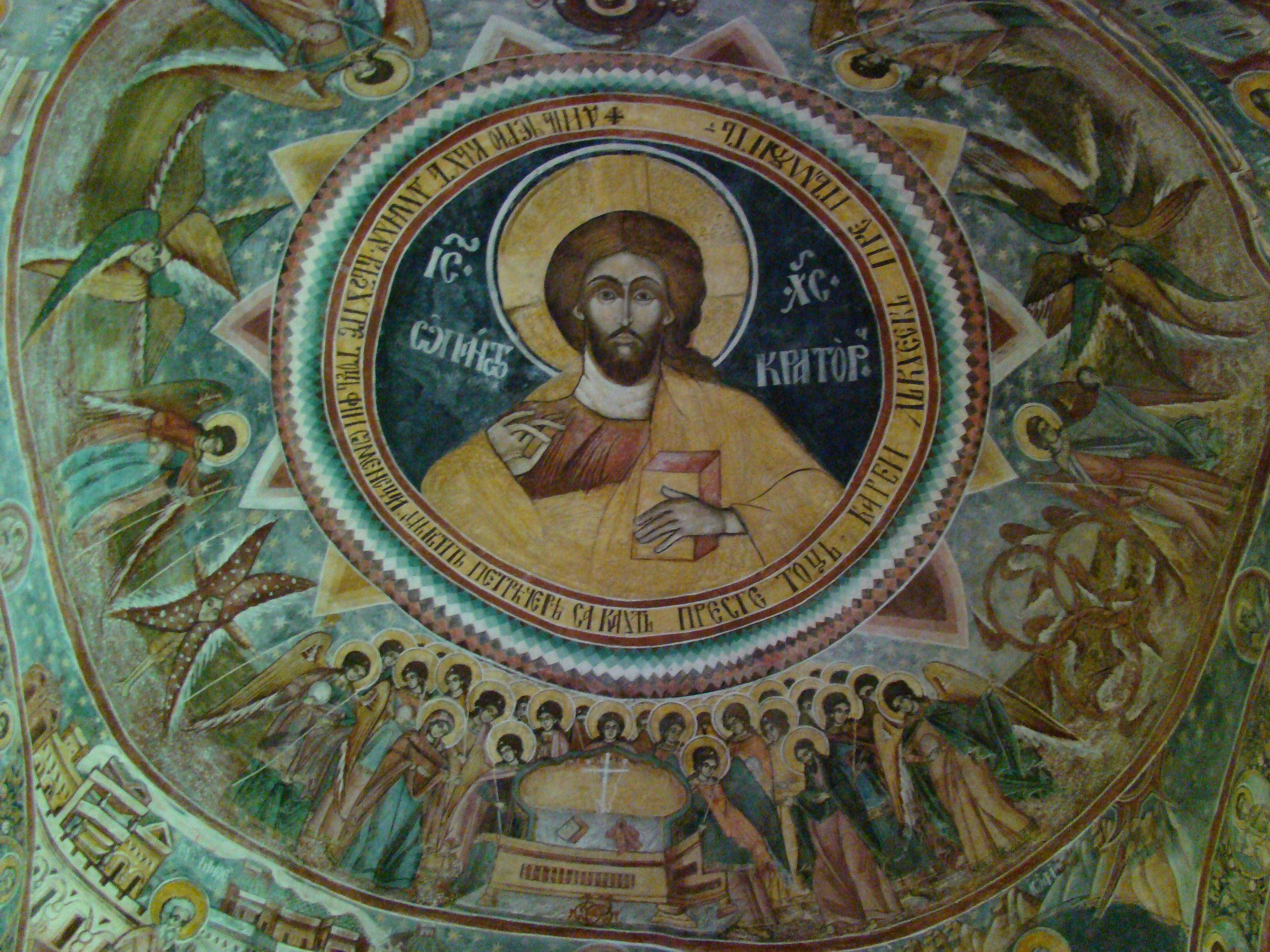
Naos: Pantocrator

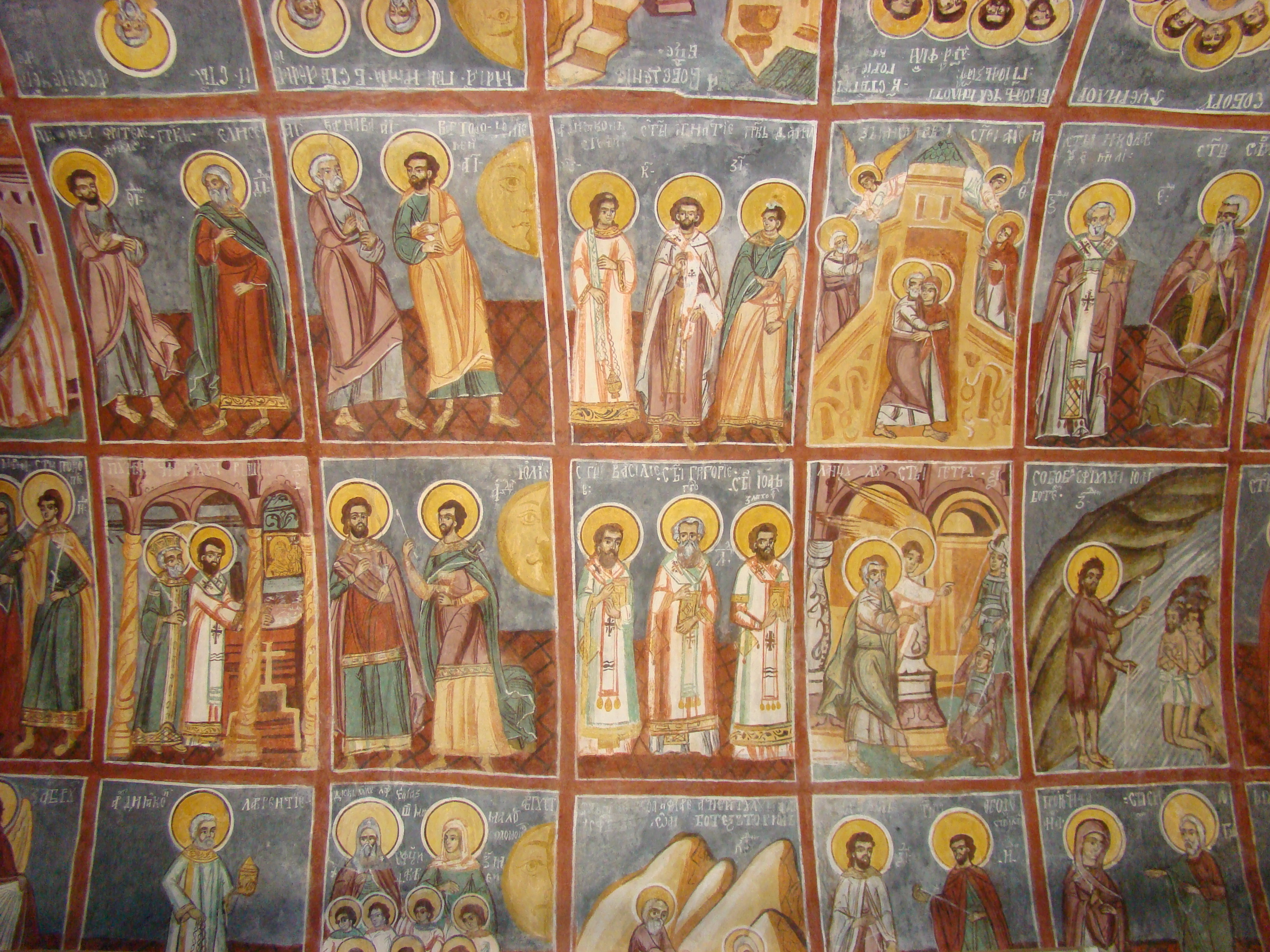
Pronaos: Sinaxar

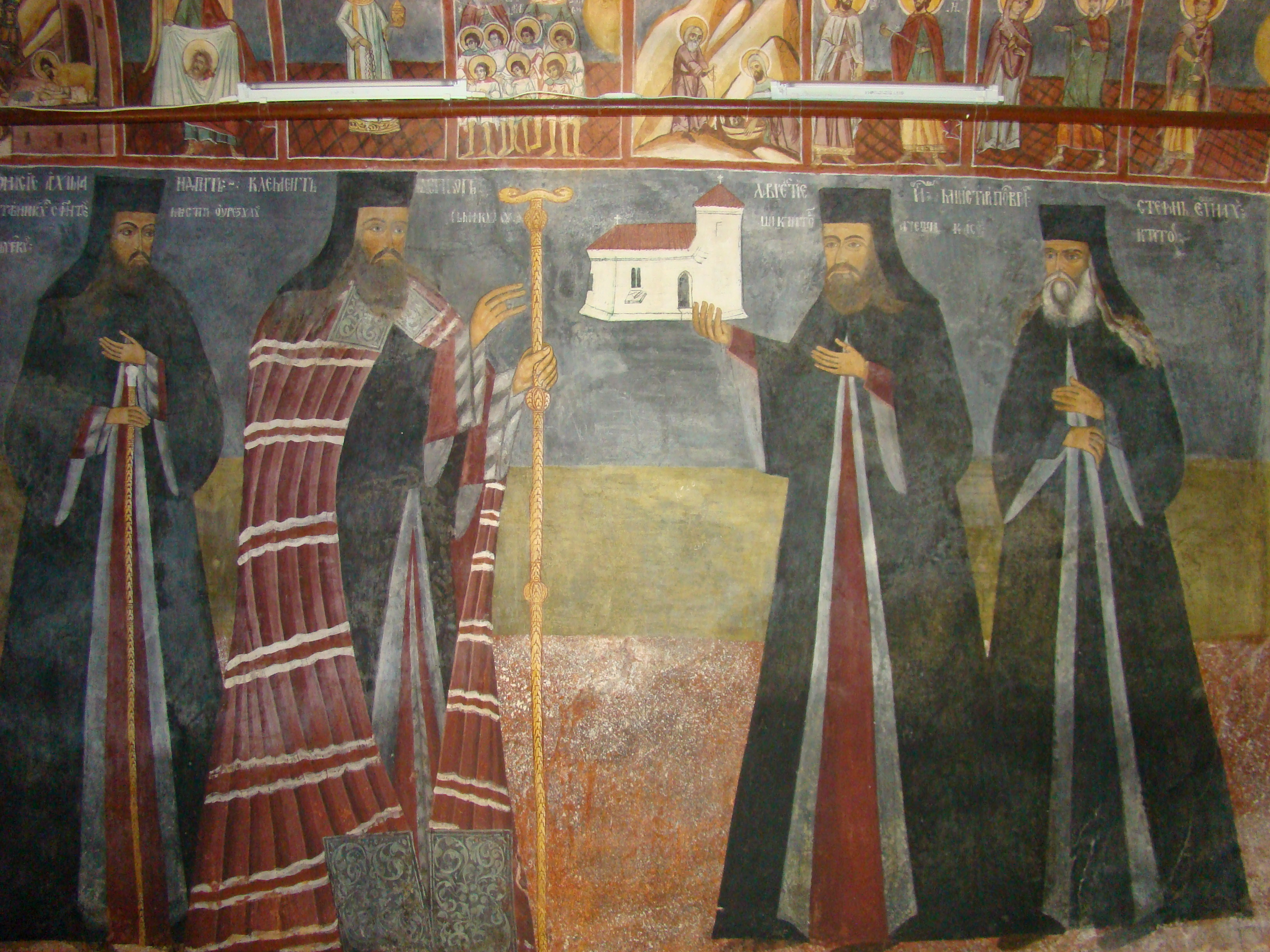
Pronaos: Dionisie arhimandritul, Episcopul Râmnicului Clement, egumenul Lavrenție, Ștefan igumonah

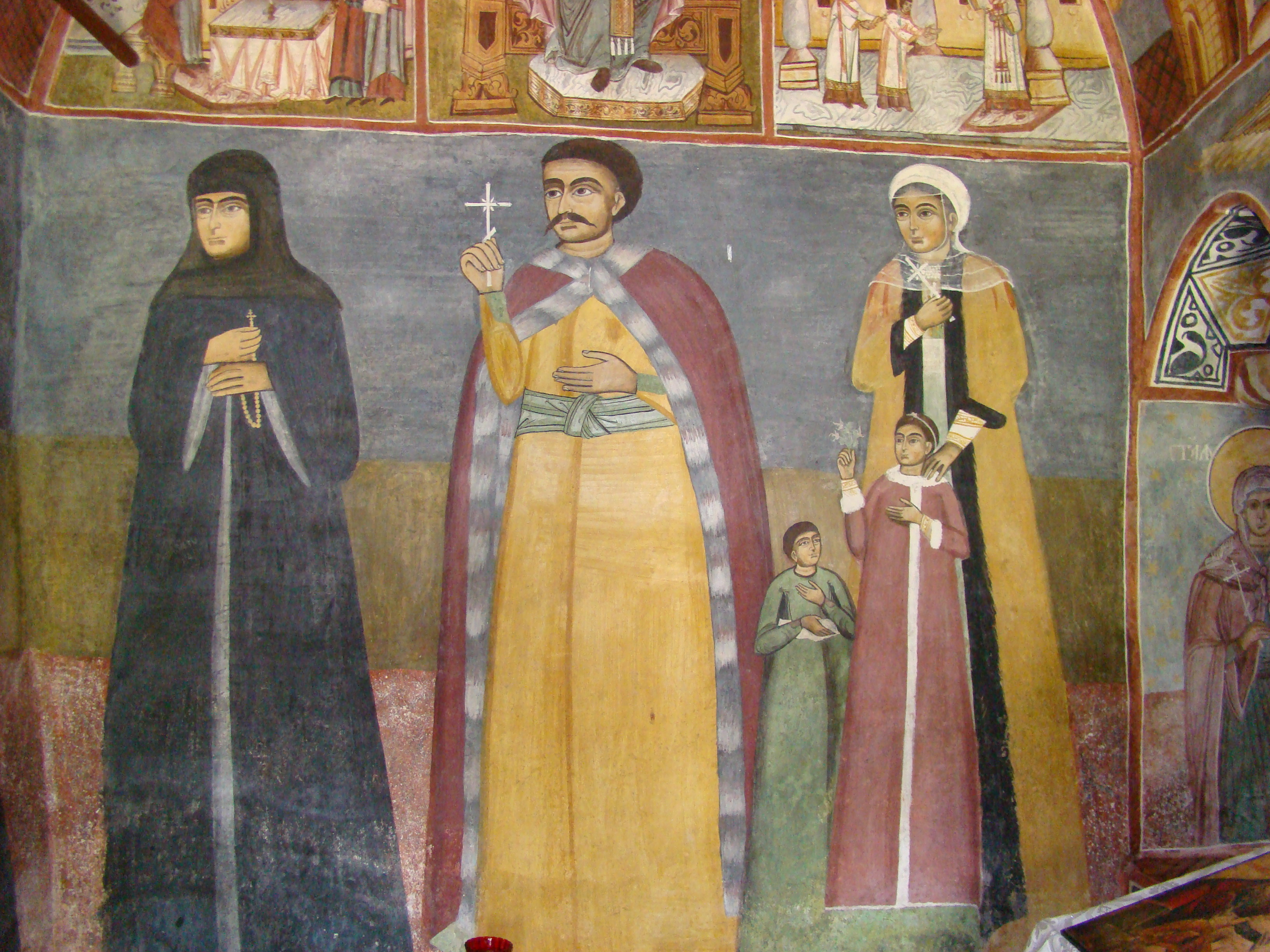
Pronaos: Tablou votiv

Biserica bolniță a mănăstirii Polovragi, comuna Polovragi, județul Gorj a fost construită în sec.XVIII (1736). Biserica are hramul „Sfântul Nicolae” și se află pe noua listă a monumentelor istorice sub codul LMI  GJ-II-m-A-09356.02.

## Istoric și trăsături
Biserica bolniței a fost construită la 1736, într-o incintă aflată la nord de cea a bisericii mari. Ctitorul său este egumenul mănăstirii din acea vreme, Lavrenție, după cum relatează pisania: „Precum dorește cerbul de izvoarele apelor, așa au dorit sufletul mieu ca să zidesc casă lui Dumnezeu întru pohtala sfântului părintelui noistru Nicolae arhiepiscop al Mirelor. Ridicatu s-au acestă sfântă bolniță din temelie cu toată osârdia și chieltuiala sfinții sale părintelui chir Lavrenție ig[umenu] mănăstirii Polovragi, ajutorându-mă și alți frați, cari vor fi arătați în cartea vieții”. 
Biserica are un plan rectangular și este tricompartimentată. Ca o particularitate, are spre vest un turn clopotniță, alipit pronaosului, dar fără a comunica cu acesta. Turnul are un plan pătrat, este etajat, iar intrarea se face pe latura vestică. Pronaosul bisericuței are un plan dreptunghiular. Este boltit semicilindric, iar accesul este prevăzut pe latura de sud. Trecerea spre naos se face prin trei arcade sprijinite pe doi stâlpi de zidărie cu baza pătrată, iar între aceștia și pereți se află un parapet de zidărie cu grosimea egală cu cea a stâlpilor. Naosul, de plan pătrat, este acoperit cu o calotă. Altarul este semicircular la interior și pentagonal la exterior. Boltirea lui ș-a făcut cu o concă. Are o fereastră în ax și ambele pastoforii. Catapeteasma este construită din zidărie și are doar două deschideri, cea centrală și cea dinspre nord.

## Pictura
Programul iconografic al bisericii s-a păstrat în întregime, fără intervenții ulterioare. Dintr-o inscripție de la proscomidiar aflăm numele celor doi autori ai picturii, Ioan și Gheorghe care pictează biserica în 1738. 
Iconografia altarului este cea obișnuită, punând accent pe întrupare, ilustrată prin Fecioara
Platytera, dar și prin profeții care au anunțat-o, Aaron, Solomon, Moise și David. Altă scenă care face aluzie la întrupare este „Iisus pomul vieții”, din proscomidiar, imagine care apare pentru prima dată într-o biserică cu atare destinație. Totodată, la același înțeles concură și reprezentarea „Celui Vechi de Zile”. A doua temă majoră a programului altarului este sacrificiul ilustrat prin scenele din proscomidiar, „Iisus în mormânt” și „Viziunea lui Petru din Alexandria”, dar și prin ampla ilustrare a Sacrificiului lui Avraam, o scenă care apare pentru prima dată în altarul unei biserici de bolniță.
În naosul de la Polovragi au fost ilustrate scene din Marile Sărbători, asemănător naosului bisericii bolniței de la Cozia, iar faptul că în centrul fiecărui timpan au fost pictate scenele Nașterea, Răstignirea, Învierea și Adormirea, pune în evidență ideile majore ale acestui spațiu liturgic-Întruparea și Învierea. Timpanele de sud, nord și vest sunt impărțite în trei scene, în centru fiind reprezentată imaginea cea mai importantă a ciclului. În centrul timpanului sudic a fost pictată Nașterea, încadrată de Botez și de Întâmpinarea Domnului. În timpanul estic a fost
reprezentată amplu Răstignirea, însoțită în partea inferioară de Punerea în mormânt. Anasthasisul a fost pictat în centrul timpanului nordic, alături de Înălțare și de Sf. Treime. La vest, în centru, este infățișată Adormirea Maicii Domnului, încadrată de Bunavestire și de Schimbarea la față.
Pronaosul, spațiul care de obicei individualizează programul iconografic al unei biserici, are la Polovragi reprezentată o temă nouă în iconografia bisericilor de bolniță. Bolta semicilindrică a pronaosului s-a pretat foarte bine unei teme precum Sinaxarul. Tema nu a fost reprezentată în totalitate, ci s-a operat o selecție de patruzecișiopt de scene, dispuse în șase registre. Desfășurarea începe de la est cu prima lună a calendarului liturgic. Din fiecare lună au fost selectate patru scene.
Tot în pronaos este reprezentat ciclul vieții Sf. Nicolae. Acesta are o semnificație aparte în contextul pictării lui în pronaosul unei biserici de bolniță. Nu este doar ilustrarea vieții patronului acestui lăcaș. Faptul că sunt alese, în cea mai mare parte scene care ilustreză minuni, își are explicația în însăși funcția acestei biserici, care era un spațiu pentru cei bolnavi si neajutorați, Sf. Nicolae fiind cunoscut ca protector al celor aflați în dificultate.
Ciclul vieții Sfântului Nicolae, episcop al Mirelor a fost ilustrat în cele două timpane de nord și de sud. Lectura debutează pe timpanul nordic. Aici sunt pictate de o parte și de alta a icoanei Sf. Nicolae, întocmai cu cea de deasupra intrării în biserică, patru scene care reprezintă Nașterea Sf.Nicolae, prima minune de după naștere, Sf. Nicolae învățacel, Sf. Nicolae preot. Ciclul se continuă în timpanul sudic cu următoarele opt scene: Sf. Nicolae îi apare lui Constantin, Pilda fecioarelor, Cei trei generali îi mulțumesc Sf. Nicolae, Sf. Nicolae îl salvează pe Vasile de sarazini, Povestea mării, Sf. Nicolae impiedică uciderea celor trei oameni, Sf. Nicolae îl salvează pe Demetrius de la înec și Adormirea Sf. Nicolae.

## Galerie de imagini

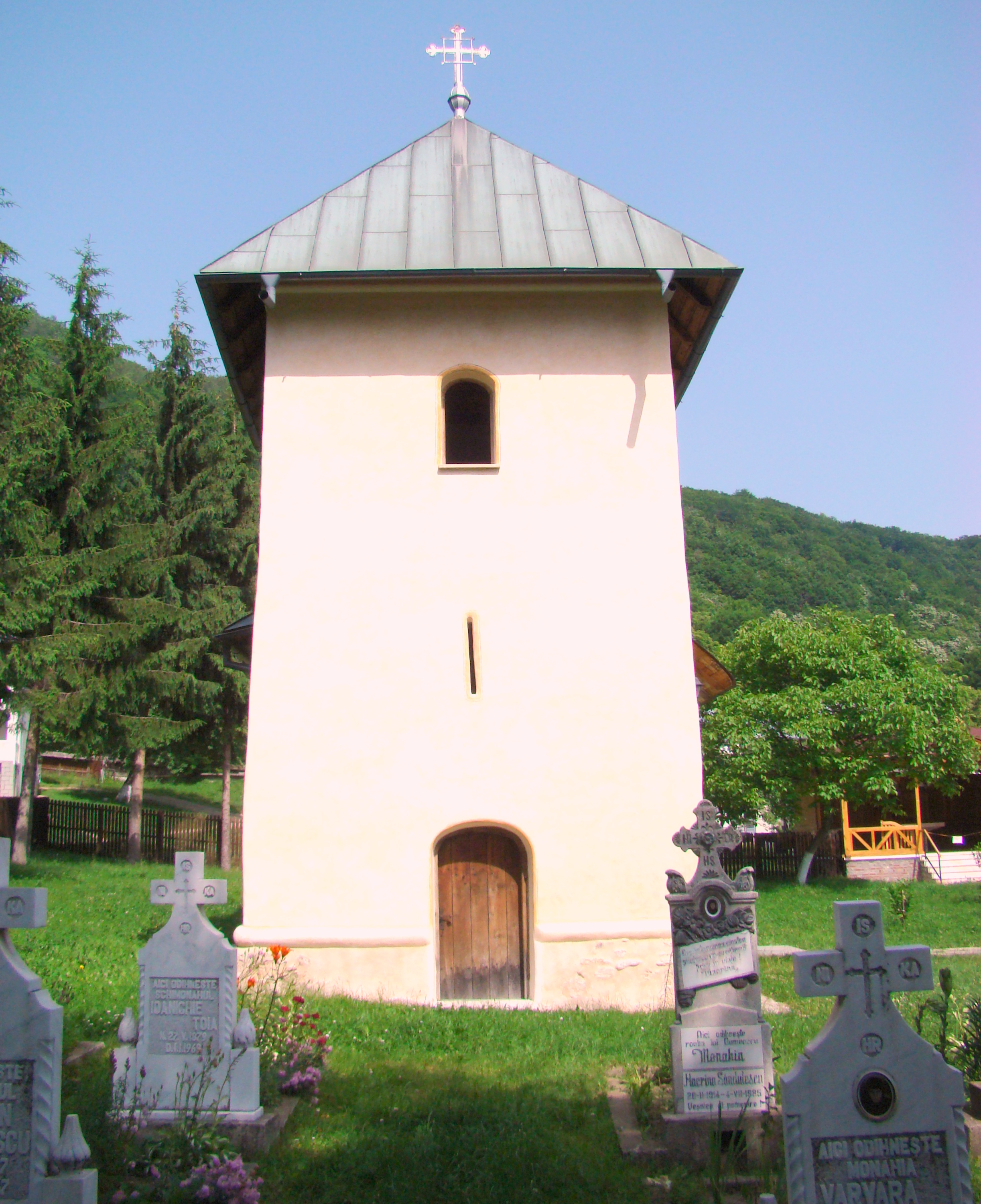
Biserica (vest)
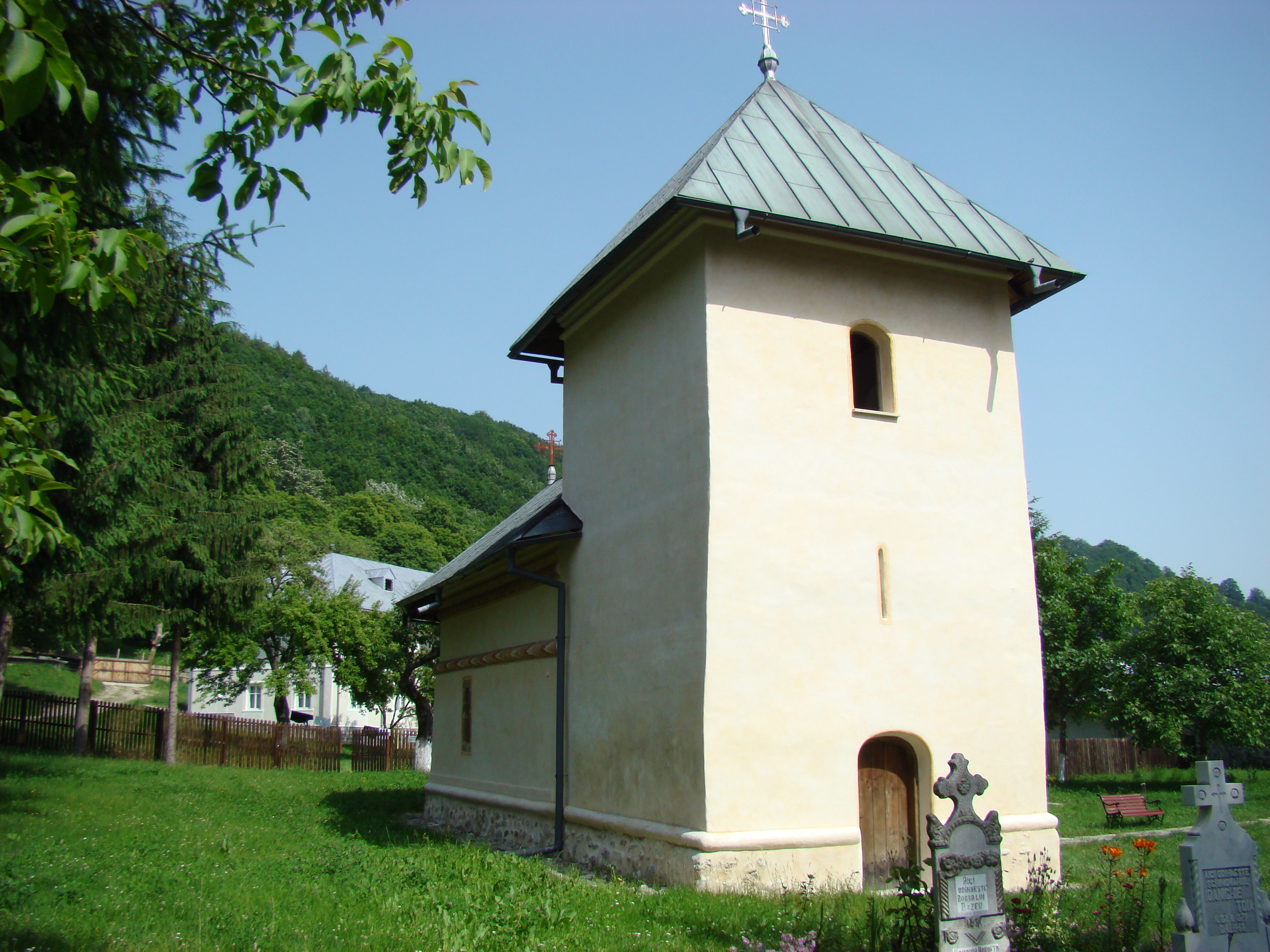
Biserica (sud-vest)
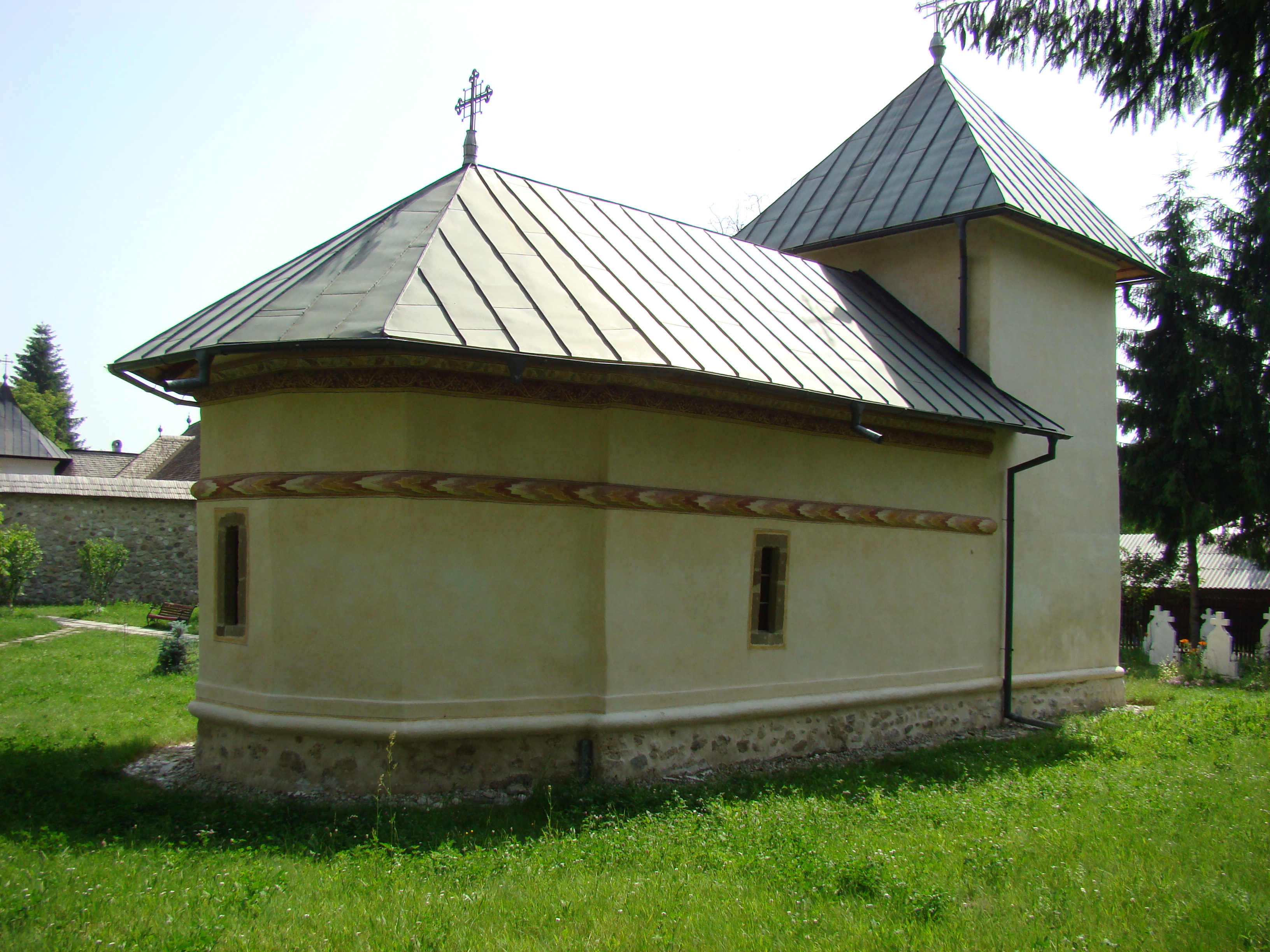
Biserica (nord-est)
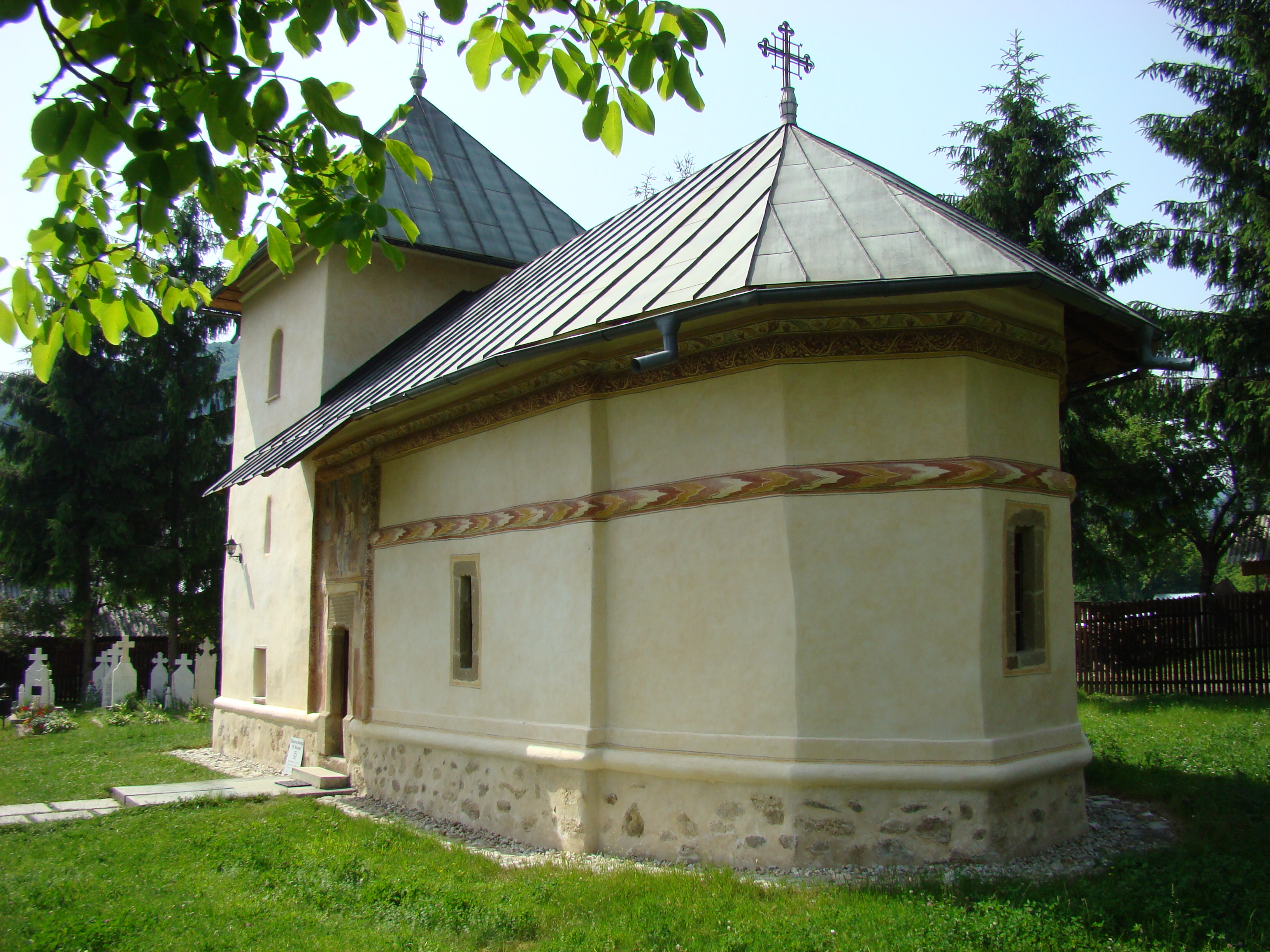
Biserica (sud-est)
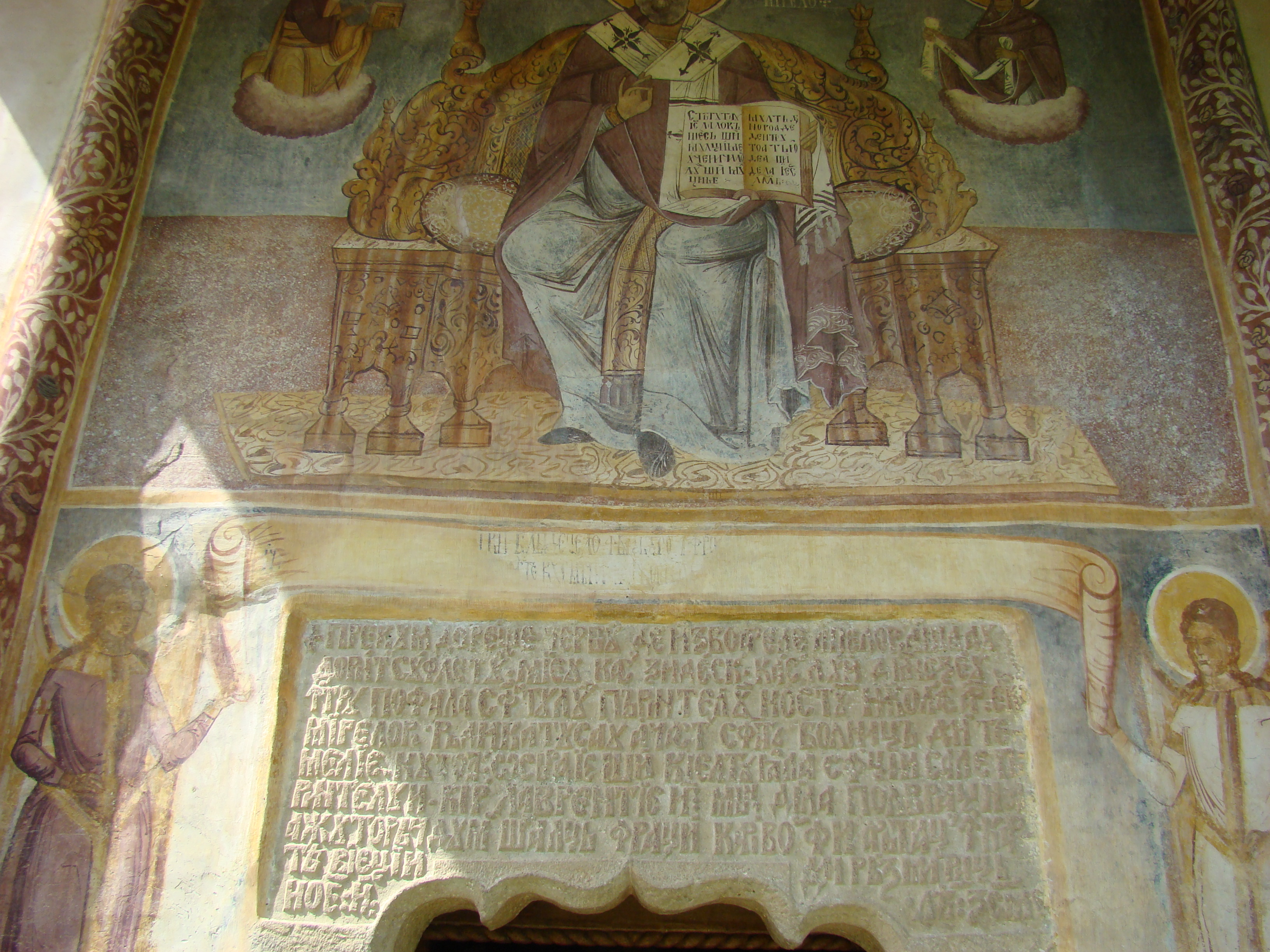
Pisania
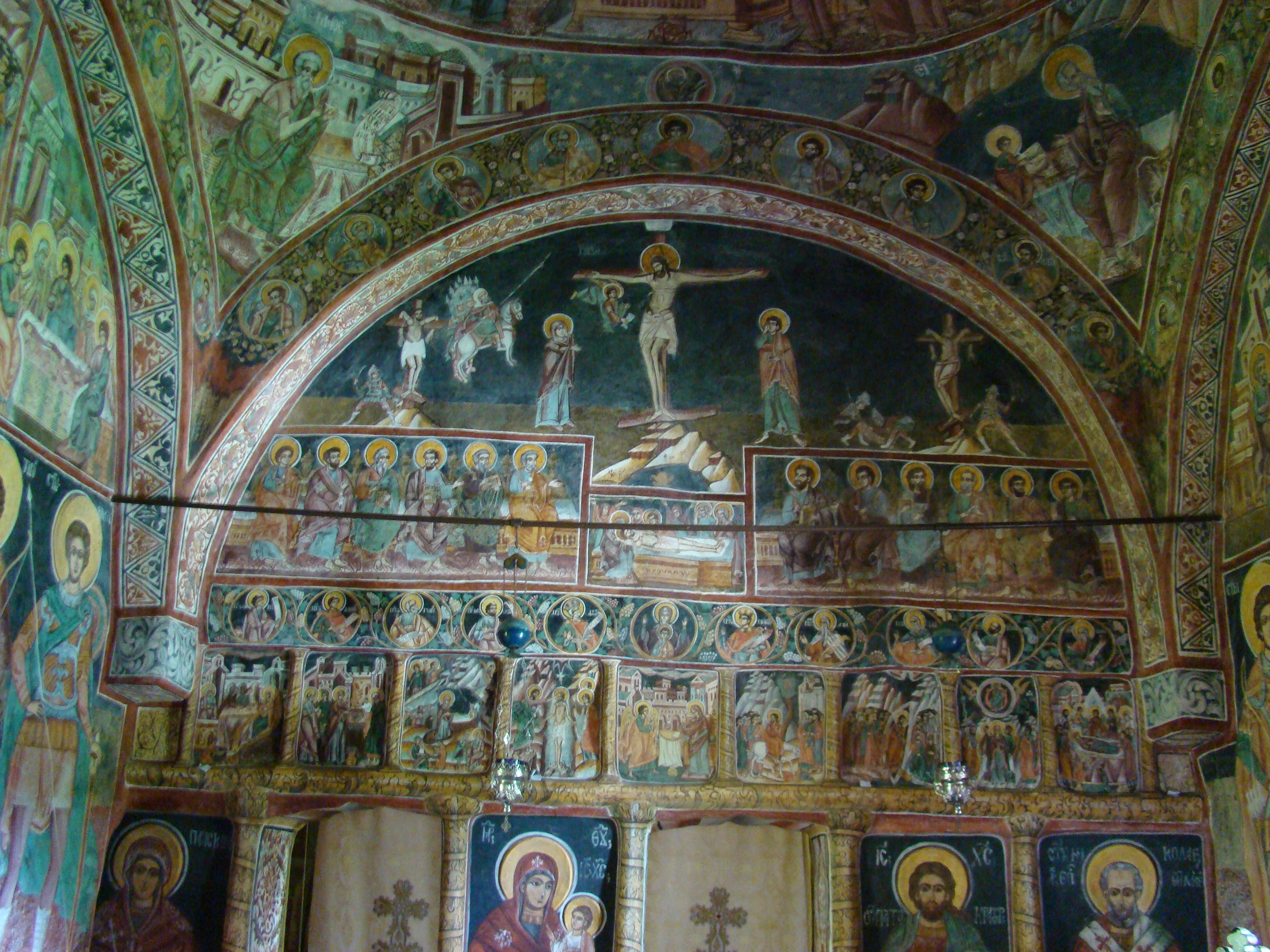
Răstignire
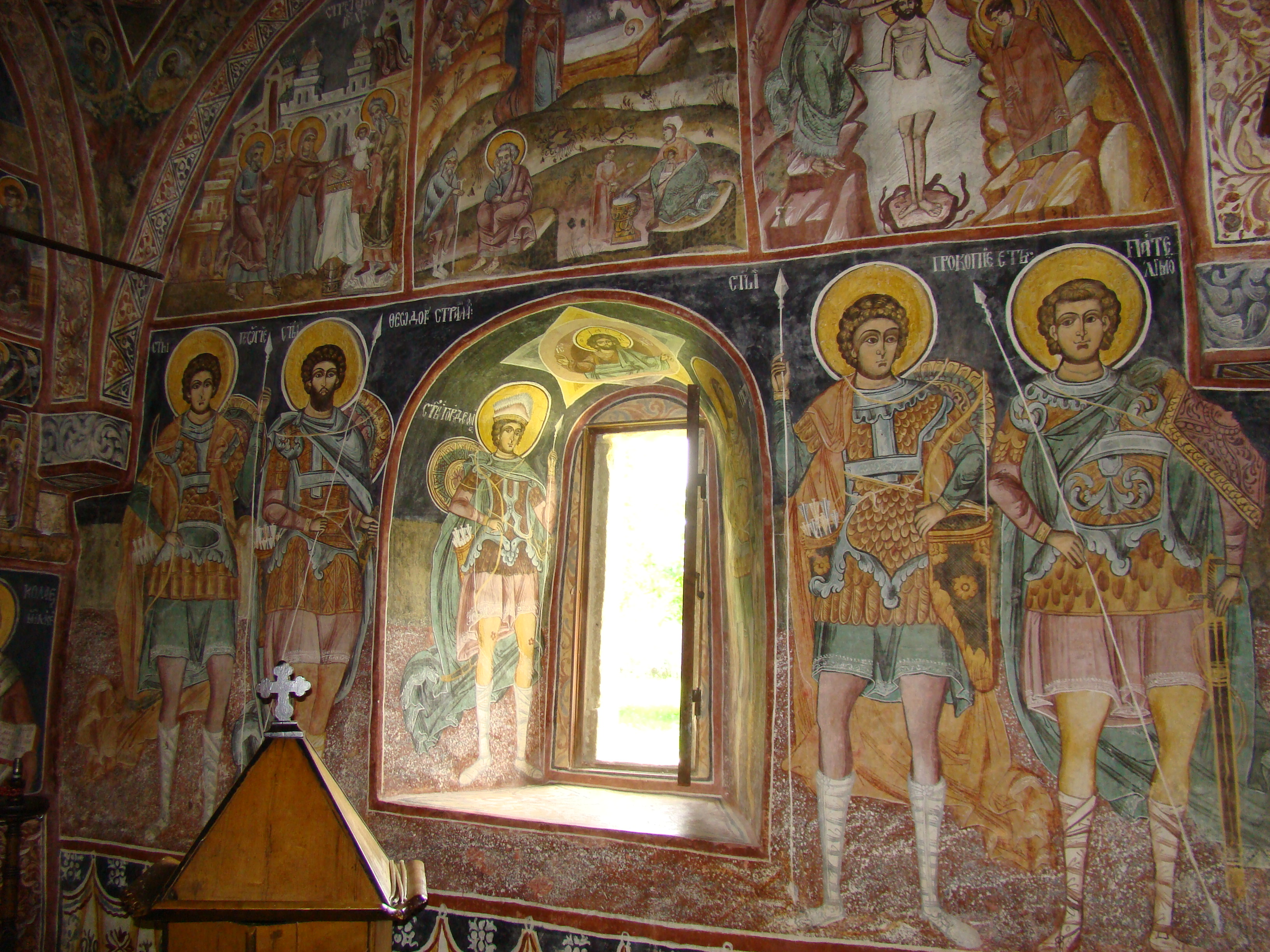
Sfinții militari
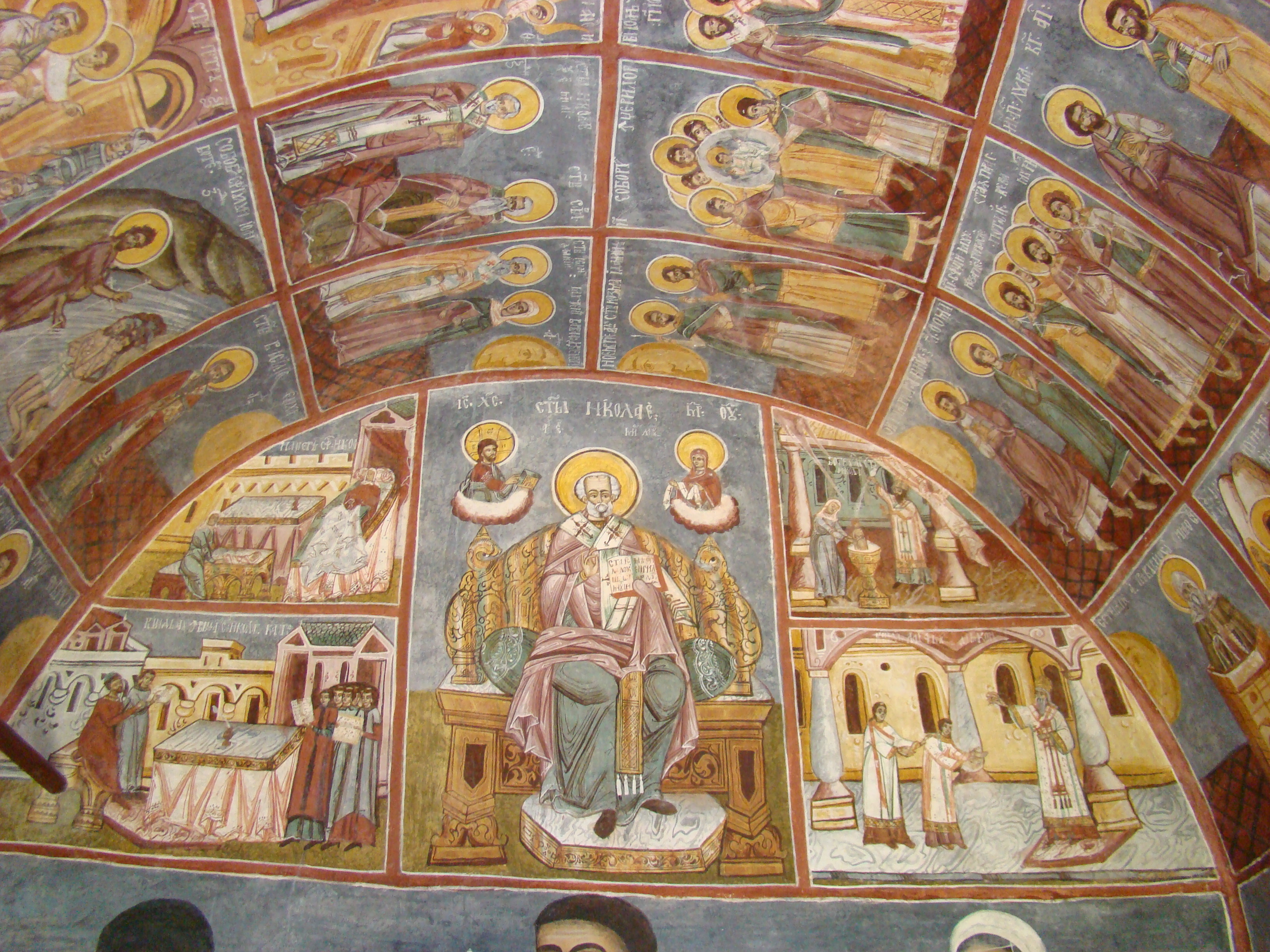
Pronaos: Viața Sf.Nicolae
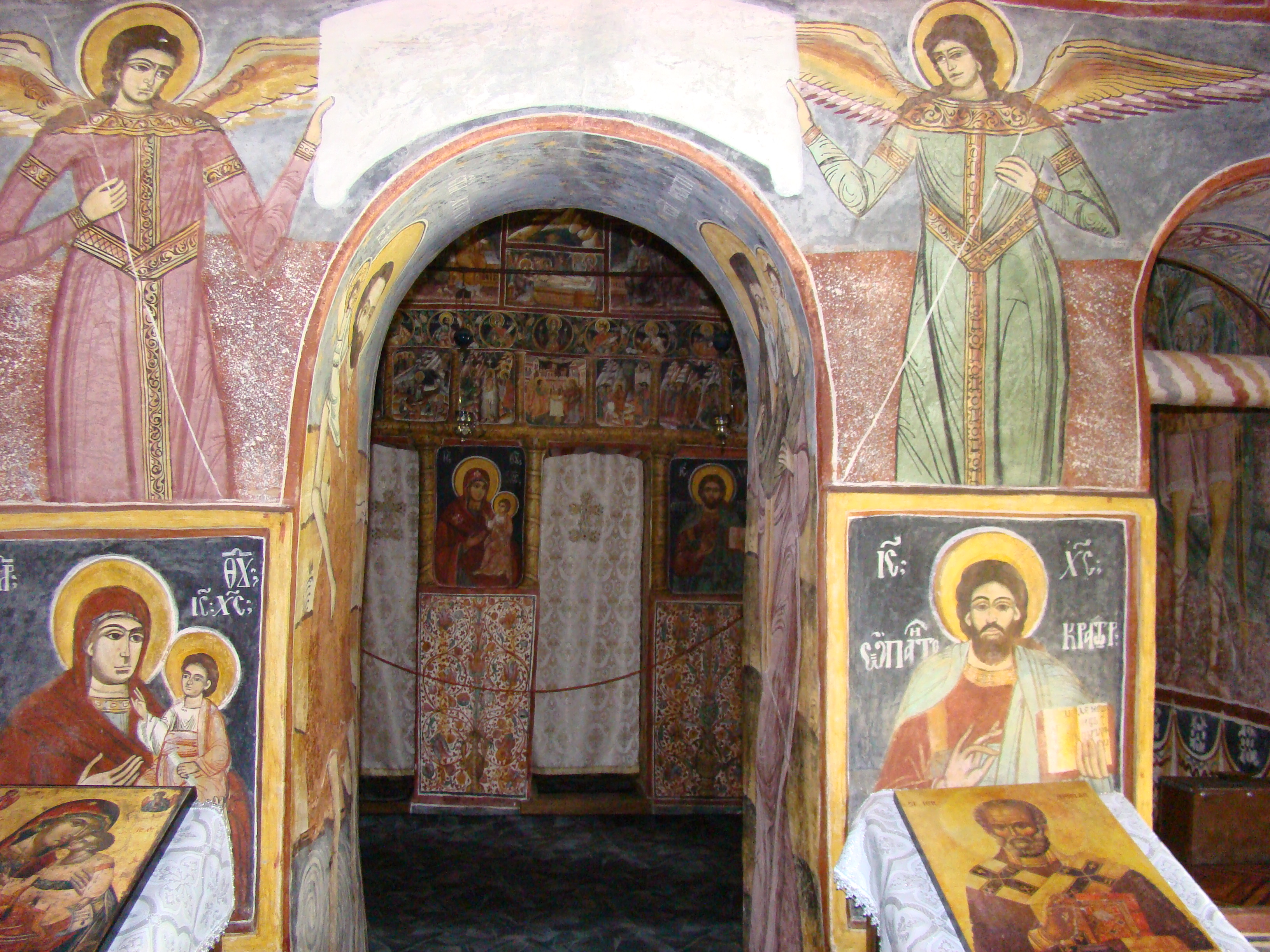
Trecerea din pronaos în naos flancată de arhangheli
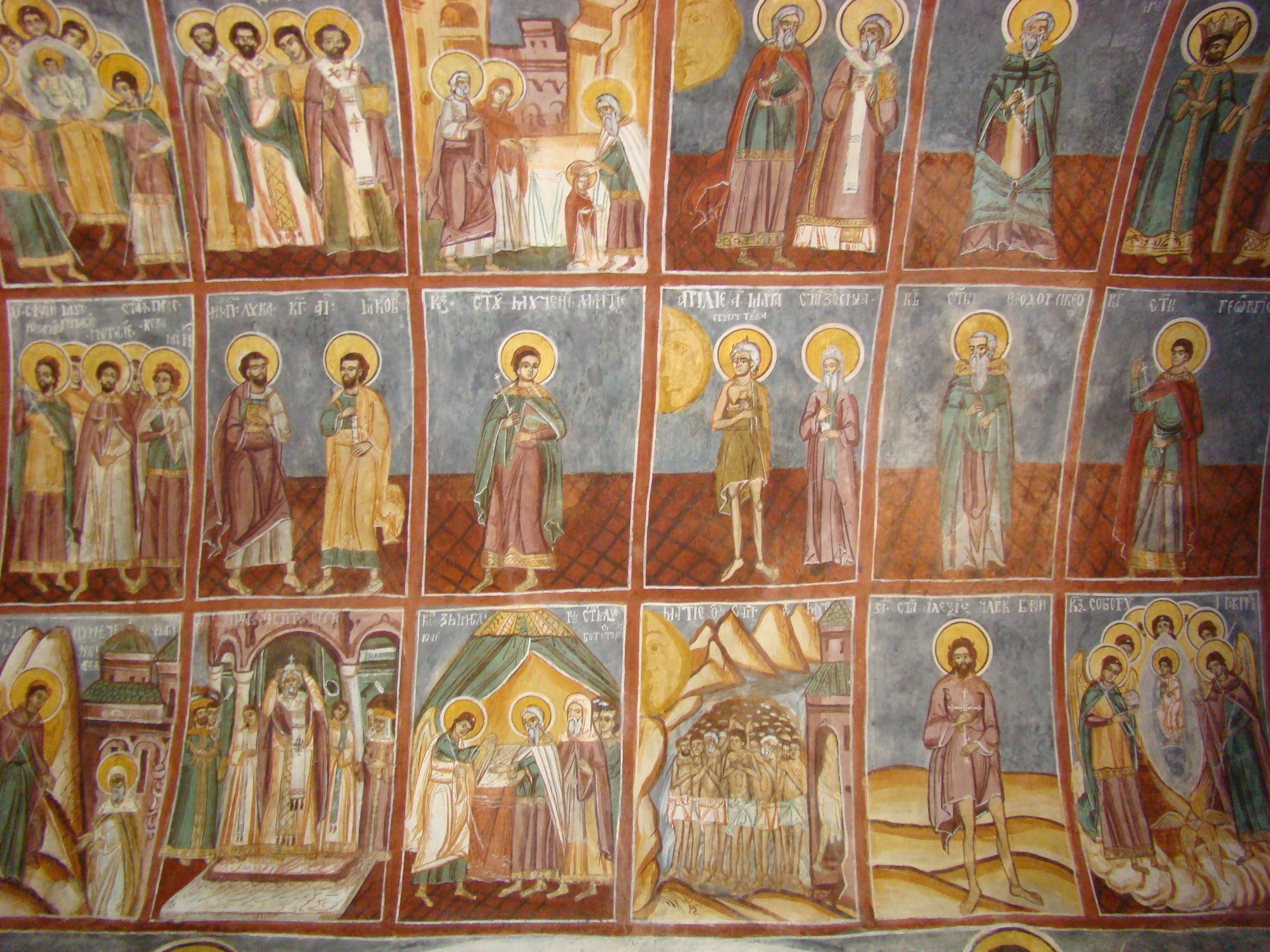
Sinaxar
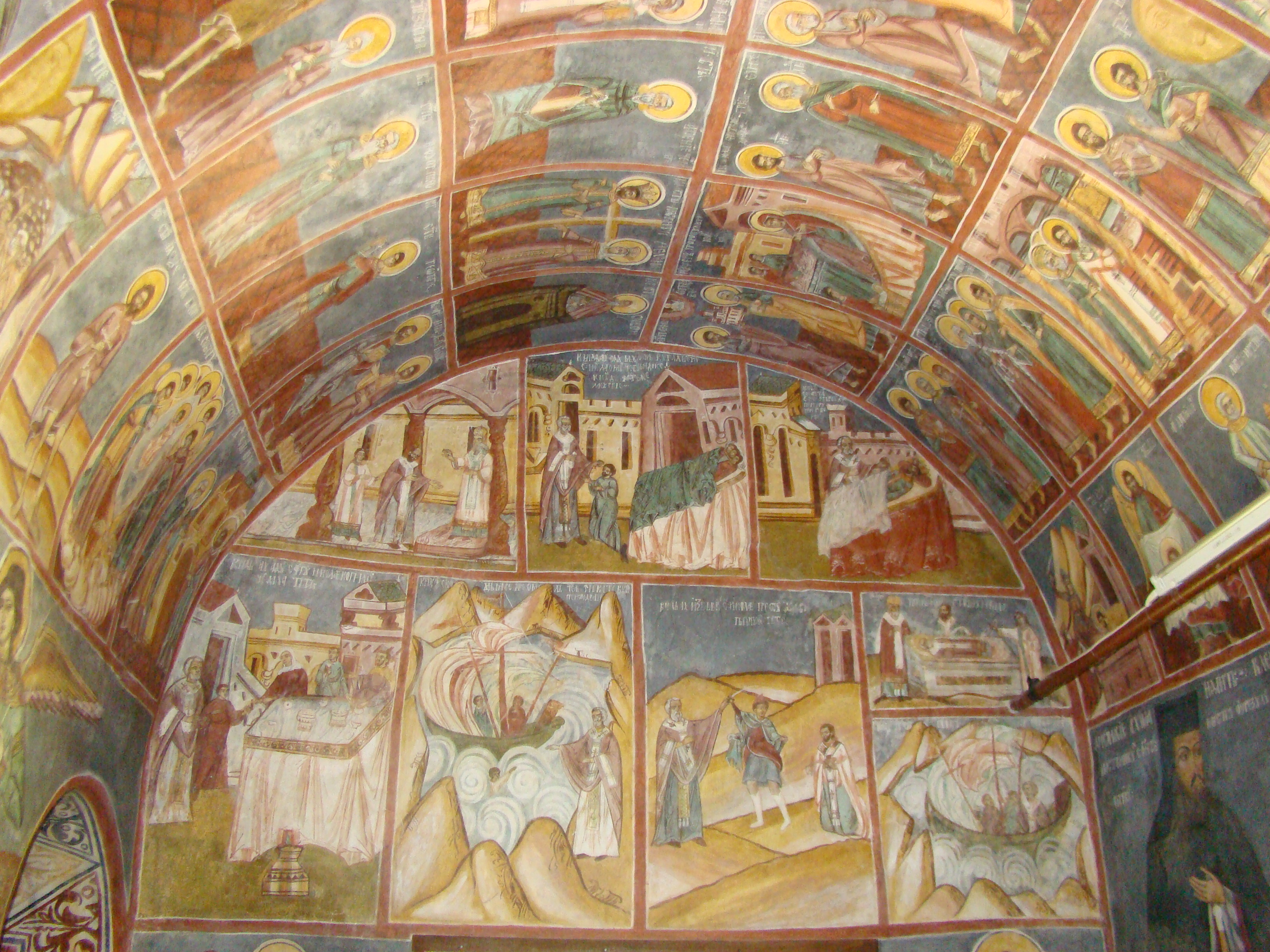